# Josep Colomer i Ribera
|  | Aquest article tracta sobre el compositor. Si cerqueu el professor i autor, vegeu «Josep Maria Colomer». |

Josep Colomer i Ribera (Vidreres, la Selva, 17 de novembre de 1913 - 9 de setembre de 1994) fou un instrumentista i mestre de tenora, alumne de Ramon Rossell i de Josep Coll. Compta entre els seus deixebles Jordi Paulí i Josep Loredo.

## Discografia
- Blancaflor al disc Bella dansa: sardanes de compositors vidrerencs per lCobla La Bisbal Jove, 2002, CD